# Associazione Sportiva Dilettantistica Mozzanica 2009-2010
Questa voce raccoglie le informazioni riguardanti l'Associazione Sportiva Dilettantistica Mozzanica nelle competizioni ufficiali della stagione 2009-2010.

## Stagione
Nel campionato di Serie A2 2009-2010 il club bergamasco vinse il girone A e fu promosso in Serie A.

In Coppa Italia fu eliminata al terzo turno dalla Fiammamonza perdendo fuori casa 2-1.

## Rosa
| N. |                   | Ruolo | Calciatrice      |
| -- | ----------------- | ----- | ---------------- |
|    | Italia (bandiera) | P     | Alessia Gritti   |
|    | Italia (bandiera) | P     | Vanessa Rottoli  |
|    | Italia (bandiera) | D     | Stefania Panzini |
|    | Italia (bandiera) | D     | Marianna Rota    |
|    | Italia (bandiera) | D     | Jenny Dossi      |
|    | Italia (bandiera) | D     | Giulia Rizzon    |
|    | Italia (bandiera) | D     | Eleonora Catania |
|    | Italia (bandiera) | D     | Ilaria Lazzari   |
|    | Italia (bandiera) | D     | Moira Mistrini   |
|    | Italia (bandiera) | D     | Francesca Tonani |
|    | Italia (bandiera) | D     | Elisa Asperti    |

| N. |                   | Ruolo | Calciatrice        |
| -- | ----------------- | ----- | ------------------ |
|    | Italia (bandiera) | C     | Angela Locatelli   |
|    | Italia (bandiera) | C     | Federica Fumagalli |
|    | Italia (bandiera) | C     | Veronica Rizzo     |
|    | Italia (bandiera) | C     | Maruska Bernardi   |
|    | Italia (bandiera) | C     | Claudia Mauri      |
|    | Italia (bandiera) | C     | Elisa Perini       |
|    | Italia (bandiera) | C     | Chiara Pignedoli   |
|    | Italia (bandiera) | A     | Chiara Piccinno    |
|    | Italia (bandiera) | A     | Chantal Trezzi     |
|    | Italia (bandiera) | A     | Stefania Tarenzi   |